# Seychellesia
Seychellesia is een geslacht van rechtvleugeligen uit de familie krekels (Gryllidae). De wetenschappelijke naam van dit geslacht is voor het eerst geldig gepubliceerd in 1912 door Bolívar.

## Soorten
Het geslacht Seychellesia omvat de volgende soorten:
- Seychellesia ceylonica Chopard, 1936
- Seychellesia longicercata Bolívar, 1912
- Seychellesia nitidula Bolívar, 1912
- Seychellesia patellifera Bolívar, 1912